# James Krause (lutador)
James Leo Krause (Newport News, Virginia, 4 de junho de 1986) é um lutador americano de artes marciais mistas, atualmente compete no Peso Leve do Ultimate Fighting Championship. Krause ficou conhecido lutando por todo os Estados Unidos, principalmente na região Centro-Oeste. Krause já lutou em outras organizações de topo como Bellator Fighting Championships e World Extreme Cagefighting.

## Início da Vida
Krause é natal de Newport News, Virginia mas mudou-se para Odessa, Missouri após seus pais se divorciarem quando tinha dois anos de idade. Krause começou a frequentar a Faculdade de Odessa em 2001, graduando-se em 2004. Krause optou por deixar a faculdade, e em vez disso começou a trabalhar em tempo integral antes de conhecer o MMA.

## Carreira no MMA
Antes de se tornar profissional em 2007, Krause teve uma impressionante carreira no amador com o recorde de 18-1, conquistando dois título, e por seis meses consecutivos foi ranqueado em 1° no ranking de amador dos EUA. Em 28 de Novembro de 2007 Krause fez sua tão esperada estréia profissional no Titan Fighting Championships 10, derrotando Kevin Hengler por finalização técnica no primeiro round. Ao longo de 2008 e 2009, Krause lutou por todo Centro-Oeste, principalmente em Missouri, conseguindo o recorde de 10-0 com todas as vitórias por interrupção.

### World Extreme Cagefighting
Em Abril de 2009 Krause assinou com o World Extreme Cagefighting. Ele fez sua estréia promocional em 7 de Junho de 2009 no WEC 41 contra Donald Cerrone, fazendo uma substituição tardia de Rich Crunkilton. Krause perdeu a luta por finalização no primeiro round.
Krause então enfrentou Ricardo Lamas no card preliminar do WEC 44 em 18 de Novembro de 2009. Após ter sido controlado no chão por três rounds, Krause perdeu a luta por decisão unânime. Krause foi liberado de seu contrato após ter 0-2 na promoção.

### Bellator MMA
Krause assinou com o Bellator Fighting Championships em Abril de 2010, substituindo Ferrid Kheder no Torneio de Leves da 2ª Temporada do Bellator. Sua primeira luta no torneio aconteceria no Bellator 15 mas foi antecipada em uma semana e aconteceu no Bellator 14. Krause enfrentou o finalista do torneio da primeira temporada, Toby Imada, perdendo por finalização. A derrota tirou Krause do torneio.
Krause era esperado para lutar no card do Bellator 16, contra um adversário não revelado, mas foi forçado a se retirar do card devido à uma lesão.

### Titan Fighting Championships
Após ser demitido do Bellator, Krause reassinou com o Titan Fighting Championships. Sua volta foi no Titan Fighting Championships 17 em 25 de Março de 2011 contra Nathan Schut. Krause venceu a luta por nocaute técnico após acertar um chute na cabeça.
No Titan Fighting Championships 19 em 29 de Julho de 2011 Krause enfrentou o veterano do PRIDE FC e Sengoku, Clay French, no evento principal. Krause perdeu a luta por decisão dividida.
Dois meses após a derrota para French, Krause enfrentou Steve Schneider no Shark Fights 19, vencendo por finalização no segundo round. Ele enfrentou Sean Wilson no Titan ighting Championships 20 em 23 de Setembro de 2011, vencendo por finalização no primeiro round.
Krause era esperado para enfrentar o veterano do UFC, Chad Reiner, no evento inaugural do Resurrection Fighting Alliance, em 16 de Dezembro de 2011. Porém, dois dias antes da luta, Reiner foi forçado a se retirar do card devido à uma lesão. Após passar por cinco oponentes diferentes, Krause enfrentou Mark Korzenowski. Krause venceu a luta por nocaute em menos de 30 segundos do primeiro round.

### The Ultimate Fighter
Krause foi selecionado como um dos 32 lutadores para participar do The Ultimate Fighter: Live, que foi ao ar em Março de 2012. A fim de ganhar uma vaga na casa do Ultimate Fighter, e se tornar um membro oficial, os lutadores tem que vencer uma luta de exibição. Krause enfrentou o então desconhecido lutador da Team Black House, Justin Lawrence. Krause foi derrotado por Lawrence por nocaute técnico, encerrando sua participação no TUF.

### Resurrection Fighting Alliance
Após ser eliminado do Ultimate Fighter, Krause retornou ao seu contrato com o Resurrection Fighting Alliance. Sua segunda luta para a promoção aconteceu no Resurrection Fighting Alliance 3 em 30 de Junho de 2012. Krause enfrentou o ex-membro do TUF Amir Khillah. Após três rounds parelhos, Krause foi anunciado vencedor por decisão dividida.
Krause lutou no Resurrection Fighting Alliance 4, ocorrido em 2 de Novembro de 2012 em Las Vegas, Nevada. Ele enfrentou o invicto prospecto brasileiro, Guilherme Trindade. Em apenas 31 segundos do primeiro round Krause venceu a luta por nocaute. Coma vitória rápda, o Resurrection Fighting Alliance ofreceu a Krause a chance de lutar no card do Resurrection Fighting Alliance 5 acontecido em 30 de Novembro, apenas um mês da sua última vitória. Krause enfrentou Joe Jordan no RFA 5, vencendo a luta por finalização no terceiro round. Durante a entrevista pós-luta, Krause mandou um recado ao matchmaker do UFC, Joe Silva, dizendo, "Joe Silva, me dê um telefonema algum dia, amigo,".

### Ultimate Fighting Championship
Em sua estréia no UFC, Krause enfrentou Sam Stout em 15 de Junho de 2013 no UFC 161, substituindo o lesionado Isaac Vallie-Flagg. Krause venceu a luta parelha, finalizando Stout com uma guilhotina no terceiro round. Krause também ganhou os prêmios de Finalização da Noite e Luta da Noite.
Krause enfrentou Bobby Green em 6 de Novembro de 2013 no UFC: Fight for the Troops 3. Durante a luta, houve uma polêmica, após ter acertado dois chutes na região genital de Krause e perder um ponto, Green acertou mais um chute um pouco acima, o árbitro John McCarthy entendeu que o chute havia sido ilegal e interrompeu a luta, depois de rever o ocorrido, McCarthy viu que foi um chute legal e deu a vitória para Green por nocaute técnico.
Krause enfrentou o ex-Campeão Peso Leve do WEC, Jamie Varner em 24 de Maio de 2014 no UFC 173. No começo da luta, Varner lesionou seu tornozelo, lutando assim o primeiro round inteiro com o tornozelo lesionado. Ao fim do primeiro round a luta foi interrompida e Krause declarado vencedor por nocaute técnico.
Krause substituiu Bobby Green e enfrentou Jorge Masvidal em 27 de Setembro de 2014 no UFC 178. Ele foi derrotado por decisão unânime.
Krause enfrentou o brasileiro Walmir Lazaro em 28 de Fevereiro de 2015 no UFC 184 e foi derrotado por decisão dividida.
Krause enfrentou Daron Cruickshak em 25 de Julho de 2015 no UFC on Fox: Dillashaw vs. Barão II. Ele venceu a luta por finalização no primeiro round.
Krause enfrentou Shane Campbell em 21 de Fevereiro de 2016 no UFC Fight Night: Cowboy vs. Cowboy e venceu por decisão unânime.

## Campeonatos e realizações
- Ultimate Fighting Championship
  - Luta da Noite (Uma vez)
  - Finalização da Noite (Uma vez)

## Cartel no MMA
| Cartel no MMA   |             |            |
| 36 lutas        | 28 vitórias | 8 derrotas |
| Por nocaute     | 8           | 1          |
| Por finalização | 14          | 2          |
| Por decisão     | 6           | 5          |

| Res.    | Cartel | Oponente           | Método                                     | Evento                                        | Data       | Round | Tempo | Local                    | Notas                                                                        |
| ------- | ------ | ------------------ | ------------------------------------------ | --------------------------------------------- | ---------- | ----- | ----- | ------------------------ | ---------------------------------------------------------------------------- |
| Vitória | 28-8   | Cláudio Silva      | Decisão (unânime)                          | UFC Fight Night: Ortega vs. The Korean Zombie | 17/10/2020 | 3     | 5:00  | Abu Dhabi                |                                                                              |
| Derrota | 27-8   | Trevin Giles       | Decisão (dividida)                         | UFC 247: Jones vs. Reyes                      | 08/02/2020 | 3     | 5:00  | Houston, Texas           | Estreia nos Médios; Aceitou a luta com 1 dia de antecedência; Luta da noite. |
| Vitória | 27-7   | Sérgio Moraes      | Nocaute Técnico (socos)                    | UFC Fight Night: Błachowicz vs. Jacaré        | 16/11/2019 | 3     | 4:19  | São Paulo                |                                                                              |
| Vitória | 26-7   | Warlley Alves      | Nocaute Técnico (joelhada e socos)         | UFC Fight Night: Gaethje vs. Vick             | 25/08/2018 | 2     | 2:28  | Lincoln, Nebraska        |                                                                              |
| Vitória | 25-7   | Alex White         | Decisão (unânime)                          | UFC Fight Night: Stephens vs. Choi            | 14/01/2018 | 3     | 5:00  | St.Louis, Missouri       |                                                                              |
| Vitória | 24-7   | Tom Galicchio      | Decisão (unânime)                          | The Ultimate Fighter: Redemption Finale       | 07/07/2017 | 3     | 5:00  | Las Vegas, Nevada        |                                                                              |
| Vitória | 23-7   | Shane Cambell      | Decisão (unânime)                          | UFC Fight Night: Cowboy vs. Cowboy            | 21/02/2016 | 3     | 5:00  | Pittsburgh, Pennsylvania |                                                                              |
| Vitória | 22-7   | Daron Cruickshank  | Finalização (mata leão)                    | UFC on Fox: Dillashaw vs. Barão II            | 25/07/2015 | 1     | 1:27  | Chicago, Illinois        |                                                                              |
| Derrota | 21-7   | Valmir Lazaro      | Decisão (dividida)                         | UFC 184: Rousey vs. Zingano                   | 28/02/2015 | 3     | 5:00  | Los Angeles, California  |                                                                              |
| Derrota | 21-6   | Jorge Masvidal     | Decisão (unânime)                          | UFC 178: Johnson vs. Cariaso                  | 27/09/2014 | 3     | 5:00  | Las Vegas, Nevada        |                                                                              |
| Vitória | 21-5   | Jamie Varner       | Nocaute Técnico (lesão)                    | UFC 173: Barão vs. Dillashaw                  | 24/05/2014 | 1     | 5:00  | Las Vegas, Nevada        |                                                                              |
| Derrota | 20-5   | Bobby Green        | Nocaute Técnico (chute no corpo)           | UFC: Fight for the Troops 3                   | 06/11/2013 | 1     | 3:50  | Fort Campbell, Kentucky  |                                                                              |
| Vitória | 20-4   | Sam Stout          | Finalização (guilhotina)                   | UFC 161: Evans vs. Henderson                  | 15/06/2013 | 3     | 4:47  | Winnipeg, Manitoba       | Luta da Noite; Finalização da Noite                                          |
| Vitória | 19-4   | Toby Imada         | Decisão (unânime)                          | Resurrection Fighting Alliance 6              | 18/01/2013 | 3     | 5:00  | Kansas City, Missouri    |                                                                              |
| Vitória | 18-4   | Joe Jordan         | Finalização (guilhotina)                   | Resurrection Fighting Alliance 5              | 30/11/2012 | 3     | 0:19  | Kearney, Nebraska        |                                                                              |
| Vitória | 17-4   | Guilherme Trindade | Nocaute Técnico (socos)                    | Resurrection Fighting Alliance 4              | 02/11/2012 | 1     | 0:31  | Las Vegas, Nevada        |                                                                              |
| Vitória | 16-4   | Amir Khillah       | Decisão (dividida)                         | Resurrection Fighting Alliance 3              | 30/06/2012 | 3     | 5:00  | Kearney, Nebraska        |                                                                              |
| Vitória | 15-4   | Mark Korzenowski   | Nocaute (chute na cabeça)                  | Resurrection Fighting Alliance 1              | 16/12/2011 | 1     | 0:26  | Kearney, Nebraska        |                                                                              |
| Vitória | 14-4   | Sean Wilson        | Finalização (guilhotina)                   | Titan Fighting Championships 20               | 23/09/2011 | 1     | 2:39  | Kansas City, Kansas      | Peso Casado 165 lb.                                                          |
| Vitória | 13-4   | Steve Schneider    | Finalização (mata leão)                    | Shark Fights 19                               | 10/09/2011 | 2     | 2:46  | Independence, Missouri   | Luta nos Meio Médios                                                         |
| Derrota | 12-4   | Clay French        | Decisão (dividida)                         | Titan Fighting Championships 19               | 29/07/2011 | 3     | 5:00  | Kansas City, Kansas      | Peso Casado 160 lb.                                                          |
| Vitória | 12-3   | Nathan Schut       | Nocaute Técnico (chute na cabeça e golpes) | Titan Fighting Championships 17               | 25/03/2011 | 1     | 0:41  | Kansas City, Kansas      |                                                                              |
| Derrota | 11-3   | Toby Imada         | Finalização (chave de braço)               | Bellator 14                                   | 15/04/2010 | 2     | 2:44  | Chicago, Illinois        | Quartas da Final do Torneio de Leves da 2ª Temporada                         |
| Vitória | 11-2   | Kalel Robinson     | Finalização (triângulo)                    | Titan Fighting Championships 15               | 18/12/2009 | 2     | 2:28  | Kansas City, Kansas      |                                                                              |
| Derrota | 10-2   | Ricardo Lamas      | Decisão (unânime)                          | WEC 44: Brown vs. Aldo                        | 18/11/2009 | 3     | 5:00  | Las Vegas, Nevada        |                                                                              |
| Derrota | 10-1   | Donald Cerrone     | Finalização (mata leão)                    | WEC 41: Brown vs. Faber II                    | 07/06/2009 | 1     | 4:38  | Sacramento, California   |                                                                              |
| Vitória | 10-0   | Matt Williamson    | Nocaute (chute na cabeça)                  | Close Quarters Combat                         | 21/03/2009 | 1     | 1:15  | Kansas City, Missouri    |                                                                              |
| Vitória | 9-0    | Steve Schnieder    | Finalização (triângulo)                    | Titan Fighting Championship 12                | 19/12/2008 | 1     | 1:10  | Kansas City, Missouri    |                                                                              |
| Vitória | 8-0    | Michael Johnson    | Finalização (triângulo)                    | FM: Productions                               | 22/11/2008 | 1     | 2:55  | Springfield, Missouri    |                                                                              |
| Vitória | 7-0    | Tim Bazer          | Finalização (triângulo)                    | IFC: Sturgis 2008                             | 06/08/2008 | 1     | 4:30  | Sturgis, South Dakota    |                                                                              |
| Vitória | 6-0    | Ran Weathers       | Finalização (triângulo)                    | IFC: Sturgis 2008                             | 06/08/2008 | 1     | 1:36  | Sturgis, South Dakota    |                                                                              |
| Vitória | 5-0    | Dan Copp           | Finalização (mata leão)                    | IFC: Sturgis 2008                             | 06/08/2008 | 1     | 1:55  | Sturgis, South Dakota    |                                                                              |
| Vitória | 4-0    | Douglas Edwards    | Finalização                                | World Cage FC 2                               | 28/06/2008 | 1     | 1:36  | Independence, Missouri   |                                                                              |
| Vitória | 3-0    | Shane Hutchison    | Nocaute Técnico (socos)                    | World Cage FC 1                               | 05/04/2008 | 1     | 0:34  | Independence, Missouri   |                                                                              |
| Vitória | 2-0    | Anthony Smith      | Finalização                                | True Fight Fans 1                             | 07/12/2007 | 1     | 2:30  | Grain Valley, Missouri   |                                                                              |
| Vitória | 1-0    | Kevin Hengler      | Finalização                                | Titan Fighting Championship 10                | 28/11/2007 | 1     | N/A   | Kansas City, Missouri    |                                                                              |